# Arjan Dodaj
Arjan Dodaj (Laç, 21 gennaio 1977) è un arcivescovo cattolico albanese, dal 30 novembre 2021 arcivescovo metropolita di Tirana-Durazzo.

## Biografia

### Formazione e ministero sacerdotale
Dopo essersi trasferito in Italia, nel 1997 è entrato a far parte della Fraternità sacerdotale dei figli della Croce ed è stato ordinato sacerdote l'11 maggio 2003 da papa Giovanni Paolo II nella basilica di San Pietro in Vaticano.

### Ministero episcopale
Il 9 aprile 2020 papa Francesco lo ha nominato vescovo titolare di Lestrona e vescovo ausiliare di Tirana-Durazzo.
Ha ricevuto l'ordinazione episcopale il 15 settembre 2020 nella cattedrale di Tirana dalle mani dell'arcivescovo George Anthony Frendo, co-consacranti il nunzio apostolico di Albania Charles John Brown e il vescovo ausiliare di Roma Gianpiero Palmieri.
Il 30 novembre 2021 è stato nominato arcivescovo metropolita di Tirana-Durazzo, succedendo a George Anthony Frendo.
Il 22 gennaio 2022 ha preso possesso canonico dell'arcidiocesi.

## Genealogia episcopale
La genealogia episcopale è:
- Cardinale Scipione Rebiba
- Cardinale Giulio Antonio Santori
- Cardinale Girolamo Bernerio, O.P.
- Arcivescovo Galeazzo Sanvitale
- Cardinale Ludovico Ludovisi
- Cardinale Luigi Caetani
- Cardinale Ulderico Carpegna
- Cardinale Paluzzo Paluzzi Altieri degli Albertoni
- Papa Benedetto XIII
- Papa Benedetto XIV
- Papa Clemente XIII
- Cardinale Enrico Benedetto Stuart
- Papa Leone XII
- Cardinale Chiarissimo Falconieri Mellini
- Cardinale Camillo Di Pietro
- Cardinale Mieczysław Halka Ledóchowski
- Cardinale Jan Maurycy Paweł Puzyna de Kosielsko
- Arcivescovo Józef Bilczewski
- Arcivescovo Bolesław Twardowski
- Arcivescovo Eugeniusz Baziak
- Papa Giovanni Paolo II
- Arcivescovo Rrok Kola Mirdita
- Arcivescovo George Anthony Frendo, O.P.
- Arcivescovo Arjan Dodaj